# Eleições na Etiópia
De acordo com a atual Constituição em vigor desde 1995, as eleições na Etiópia são realizadas a nível local, regional e federal. No nível federal, a Assembleia Parlamentar Federal adota o modelo bicameral, sendo composta pela Câmara dos Representantes do Povo (em amárico: ተወካዮች ምክር ቤት), a câmara baixa, formada por 547 deputados, eleitos democraticamente para um mandato de 5 anos; e pelo Conselho da Federação (em amárico: የፌዴሬሽን ምክር ቤት), a câmara alta, composto por 112 conselheiros, um de cada uma das 22 nacionalidades minoritárias, além de um de cada setor profissional das demais nacionalidades, sendo todos designados pelos conselhos regionais e não por eleições diretas.

## Sistema político
Desde 1995, a Etiópia é oficialmente uma república parlamentarista, na qual as funções de chefe de Estado e chefe de governo são partilhadas entre o presidente e o primeiro-ministro, respectivamente. No entanto, enquanto o segundo é necessariamente um deputado da Assembleia Parlamentar Federal eleito democraticamente em seu reduto eleitoral, o primeiro é eleito de forma indireta pelo conjunto dos deputados eleitos de cada legislatura.
No que se refere à organização partidária, apesar de, na teoria, o país ter adotado o pluripartidarismo, observa-se, na prática, a vigência de um sistema de partido dominante, no qual somente um partido ou uma coligação de partidos é que apresenta capilaridade territorial e possui, por conta disso, condições de vencer eleições majoritárias. Até 2019, a Frente Democrática Revolucionária Popular do Povo Etíope (FDRPE), coalizão política formada pelos partidos regionais étnicos Frente Popular de Libertação do Tigré (FPLT), Organização Democrática dos Povos Oromo (OPDO), Movimento Nacional Democrático Amhara (MNDA) e Movimento Democrático Nacional do Sul (SEPDM). A partir de então, à exceção da FPLT, os demais partidos concordaram em fundir-se para formar um partido único de caráter nacional: o Partido da Prosperidade (PP), que manteve a posição hegemônica no cenário político do país, sendo que seu atual presidente Abiy Ahmed Ali é também o atual primeiro-ministro desde 2018.